# Ljungskile landsfiskalsdistrikt
Ljungskile landsfiskalsdistrikt var 1941–1964 ett landsfiskalsdistrikt i Göteborgs och Bohus län, bildat när Sveriges nya indelning i landsfiskalsdistrikt trädde i kraft den 1 oktober 1941, enligt kungörelsen den 28 juni 1941. Detta distrikt bildades genom sammanslagning av Inlands Fräkne landsfiskalsdistrikt och Inlands Torpe landsfiskalsdistrikt som hade bildats den 1 januari 1918 när Sveriges första indelning i landsfiskalsdistrikt trädde i kraft. Den 1 januari 1965 avskaffades i Sverige samtliga landsfiskaler och landsfiskalsdistrikt, och deras arbetsuppgifter delades upp på de nyskapade indelningarna polisdistrikt, åklagardistrikt och kronofogdedistrikt.
Landsfiskalsdistriktet låg under länsstyrelsen i Göteborgs och Bohus län.

## Ingående områden
Kommunerna Forshälla, Grinneröd, Ljung och Resteröd hade tidigare tillhört Inlands Fräkne landsfiskalsdistrikt och kommunerna Hjärtum, Västerlanda hade tidigare tillhört Inlands Torpe landsfiskalsdistrikt. När Sveriges nya indelning i landsfiskalsdistrikt trädde i kraft den 1 januari 1952 (enligt kungörelsen 1 juni 1951) ändrades distriktets indelning genom kommunreformen 1952 men omfattningen ändrades inte.

### Från 1 oktober 1941
Inlands Fräkne härad:
- Forshälla landskommun
- Grinneröds landskommun
- Ljungs landskommun
- Resteröds landskommun

Inlands Torpe härad:
- Hjärtums landskommun
- Västerlanda landskommun

### Från 1 januari 1952
- Forshälla landskommun
- Inlands Torpe landskommun
- Ljungskile landskommun